# Antiferoelectricitate
Antiferoelectricitatea este proprietatea substanțelor cristaline de a conține straturi atomice polarizate electric spontan (în absența vreunui câmp electric exterior) în sensuri opuse (antiparalel).
Este corelată cu feroelectricitatea, similar cum antiferomagnetismul este corelat cu feromagnetismul.
Antiferoelectricitatea unui material depinde de anumiți parametri ca: temperatură, presiune, câmp electric extern etc.
La o anumită temperatură (punct Curie) dispare.
Materialele care prezintă această proprietate sunt cristalele lichide și oxizi antiferoelectrici ca: PbZrO3 și PbHfO3.